# John Aloysius Ward
John Aloysius Ward (Leeds, 24 gennaio 1929 – Ystradowen, 27 marzo 2007) è stato un arcivescovo cattolico britannico.

## Biografia
John Aloysius Ward nacque a Leeds il 24 gennaio 1929 ed era figlio di Eugene e Hannah Ward. Successivamente la famiglia Ward si trasferì a Wrexham, nel Galles del Nord, dove il giovane John Ward crebbe.

### Formazione e ministero sacerdotale
Fu educato alla St. Mary's Primary School di Wrexham e al Prior Park College di Bath. In seguito entrò nel noviziato dell'Ordine dei frati minori cappuccini che aveva conosciuto dal loro convento di Pantasaph, nel Galles del Nord.
Dopo aver completato il noviziato e gli studi per il sacerdozio, il 7 giugno 1953 fu ordinato presbitero nella chiesa di Nostra Signora dei Dolori a Peckham dal vescovo di Southwark Cyril Conrad Cowderoy. La sua prima destinazione fu Pantasaph. Venne quindi nominato responsabile della missione itinerante della diocesi di Menevia. Venne poi nominato parroco di Peckham e guardiano del locale convento francescano. Nel 1969 venne eletto ministro provinciale dei cappuccini di Gran Bretagna. Nel 1970 venne nominato consigliere del ministro generale dell'Ordine dei frati minori cappuccini a Roma. In questo ruolo curò i bisogni spirituali dei cappuccini di lingua inglese in tutto il mondo. Viaggiò molto, visitando anche le missioni in luoghi come l'Africa e il Sud-est asiatico.

### Ministero episcopale
Il 25 luglio 1980 papa Giovanni Paolo II lo nominò vescovo coadiutore di Menevia. Ricevette l'ordinazione episcopale il 1º ottobre successivo nella cattedrale di Wrexham dal vescovo di Menevia Langton Douglas Fox, co-consacranti l'arcivescovo metropolita di Cardiff John Aloysius Murphy e il vescovo ausiliare di Menevia Daniel Joseph Mullins. Il 5 febbraio 1981 succedette alla medesima sede.
Il 25 marzo 1983 papa Giovanni Paolo II lo nominò arcivescovo metropolita di Cardiff. Soprattutto nei suoi primi anni come arcivescovo cercò con successo vocazioni sacerdotali e ordinò un buon numero di sacerdoti durante il suo episcopato. Fu molto prominente durante lo sciopero dei minatori. Si recò a Londra per incontrare il segretario di Stato per l'energia. Diede una risposta di rilievo alla carestia etiope del 1983-1985. Fece un appello e raccolse una somma considerevole di oltre 100 000 sterline. Il 6 giugno 1985 celebrò una messa molto partecipata al Cardiff Arms Park.
Convocò un congresso pastorale diocesano, gettando le basi per il rinnovamento delle strutture interne dell'arcidiocesi di Cardiff. Era un sostenitore molto forte e attivo dell'ecumenismo e fu il primo vescovo cattolico ad affrontare il sinodo generale della Chiesa d'Inghilterra.
Partecipò come delegato della Conferenza episcopale d'Inghilterra e Galles alla I assemblea speciale per l'Africa del Sinodo dei vescovi che ebbe luogo nella Città del Vaticano dal 10 aprile all'8 maggio 1994 sul tema "La Chiesa in Africa e la sua missione evangelizzatrice verso l'anno 2000: "Sarete miei testimoni" (At 1, 8)".
Vinse il sostegno dei cattolici di Cardiff quando, nel 1996, resistette all'offerta del milionario sir Julian Hodge di costruire una nuova cattedrale a Cardiff al costo di 3 milioni di sterline, nel cuore della città. Era infatti consapevole dell'attaccamento sentito dai cattolici della città alla cattedrale esistente e sosteneva che essa era adeguata.
Nel 1998 padre John Lloyd, parroco e suo ex portavoce, fu imprigionato per reati sessuali che coinvolgevano bambini. I genitori avevano scritto lettere a Ward per lamentarsi del comportamento di padre Lloyd: secondo quanto riferito l'arcivescovo avrebbe passato le lettere a Lloyd. Nel 1999 l'arcivescovo soffrì quello che all'epoca era descritto come un incubo personale, quando una donna sostenne di essere stata da lui aggredita tra il 1960 e il 1961 quando aveva sette anni mentre era parroco a Peckham. Questa accusa venne riportata su un giornale scandalistico prima che la polizia avesse conferito con l'arcivescovo. Più tardi venne arrestato ma rilasciato poco dopo senza alcuna accusa.
Nell'ottobre del 2000 padre Joseph Jordan fu imprigionato per aggressioni indecenti ai ragazzi. Jordan era stata ordinato da monsignor Ward nel 1998 nonostante fosse stato avvertito del suo comportamento da parte di Hugh Christopher Budd, vescovo di Plymouth, sotto il quale Lloyd aveva iniziato la sua formazione per il sacerdozio. Il giorno dopo aver rilasciato un'intervista sulla Giordania al programma della Panorama della BBC monsignor Ward venne ricoverato in ospedale con un grumo di sangue. Dopo un periodo in cui monsignor Edwin Regan, vescovo di Wrexham, servì come amministratore apostolico, ci fu un periodo in cui monsignor Ward sostenne che sarebbe tornato ai suoi doveri una volta che fosse completamente guarito. Tuttavia, in seguito ad un'udienza con papa Giovanni Paolo II, l'arcivescovo annunciò la sua intenzione di ritirarsi.
Il 26 ottobre 2001 papa Giovanni Paolo II accettò la sua rinuncia al governo pastorale dell'arcidiocesi. Si ritirò in un bungalow ed espose il suo stemma arcivescovile sopra la porta d'ingresso. Rimase attivo durante la sua pensione e il 7 giugno 2003 celebrò il giubileo d'oro della sua ordinazione sacerdotale con una messa nella chiesa di Santa Maria a Bridgend.
Uomo basso, rotondetto e riservato, il suo stile di comando preferito era quello del principe-vescovo tradizionale. Mantenne una relazione lontana con il suo clero e le sue congregazioni. La gestione finanziaria dell'arcidiocesi durante il suo episcopato causò preoccupazione e il suo successore, Peter David Smith, dovette vendere la residenza dell'arcidiocesi per pagare alcuni dei debiti contratti.
Morì a Ystradowen il 27 marzo 2007 al'età di 78 anni. Le esequie si tennero il 2 aprile nella cattedrale di Cardiff e furono presieduto dall'arcivescovo Peter David Smith. È sepolto nell'abbazia di San Giuseppe a Llantarnam, vicino a Cwmbran.

## Genealogia episcopale e successione apostolica
La genealogia episcopale è:
- Cardinale Scipione Rebiba
- Cardinale Giulio Antonio Santori
- Cardinale Girolamo Bernerio, O.P.
- Arcivescovo Galeazzo Sanvitale
- Cardinale Ludovico Ludovisi
- Cardinale Luigi Caetani
- Cardinale Ulderico Carpegna
- Cardinale Paluzzo Paluzzi Altieri degli Albertoni
- Papa Benedetto XIII
- Papa Benedetto XIV
- Papa Clemente XIII
- Cardinale Marcantonio Colonna
- Cardinale Giacinto Sigismondo Gerdil, B.
- Cardinale Giulio Maria della Somaglia
- Cardinale Carlo Odescalchi, S.I.
- Cardinale Costantino Patrizi Naro
- Cardinale Lucido Maria Parocchi
- Papa Pio X
- Cardinale Gaetano De Lai
- Cardinale Raffaele Carlo Rossi, O.C.D.
- Cardinale William Godfrey
- Vescovo John Edward Petit
- Vescovo Langton Douglas Fox
- Arcivescovo John Aloysius Ward, O.F.M.Cap.

La successione apostolica è:
- Vescovo James Hannigan (1983)
- Vescovo Edwin Regan (1994)